# Ester Somaza
Ester Somaza Bosch (Las Franquesas del Vallés, 3 de junio del 2004) es una jugadora de balonmano española que juega de lateral izquierda en el Club Balonmano Granollers de la Liga Guerreras Iberdrola. Es internacional con la selección femenina de balonmano de España.

## Trayectoria

### Clubes
Criada en la cantera de la Fundació Handbol Roquerol, participó una temporada en la División de Honor plata española con el Mubak Balonmano La Roca (también de la ciudad barcelonesa de La Roca del Vallés) para, la temporada siguiente, ser fichada por el Club Balonmano Granollers para la División de Honor española con el que jugó hasta el 2025. En su última temporda con el conjunto granollerí se proclamó mejor lateral derecha de la competición.
En junio de 2025 se anunció su fichaje por el Super Amara Bera Bera.
| Club                      | Competición             | País   | Año       |
| ------------------------- | ----------------------- | ------ | --------- |
| Mubak Bm La Roca          | División de Honor Plata | España | 2021 - 22 |
| Club Balonmano Granollers | División de Honor       | España | 2022 - 25 |
| Super Amara Bera Bera     |                         |        | 2025-     |

#### Datos con clubes
| Liga     | Liga  | Copa     | Copa  | Europa   | Europa |
| Partidos | Goles | Partidos | Goles | Partidos | Goles  |
| -------- | ----- | -------- | ----- | -------- | ------ |
| 63       | 240   | 6        | 25    | 8        | 25     |

### Selección
Debutó con la selección española en el Torneo Internacional de Batalha, cuando contaba con 18 años porque, según su entrenador, José Ignacio Prades, "es una de las chicas jóvenes con más potencial y proyección". Ya con Ambros Martín en el banquillo recibió la convocatoria para el Mundial del 2023, en el que es su primer gran torneo oficial con las Guerreras. Debutó en este primer mundial ante la selección ucranianay anotó sus tres primeros goles.
En 2024 no fue de la partida de jugadoras que compitieron en Paris'2024 pero estuvo entre las seleccionadas para el Campeonato de Europa de ese noviembre, en el que el equipo nacional no pasó de la fase de grupos, ganando 1 partido ante Portugal y perdiendo los otros dos de la fase inicial ante Francia y Polonia.